# Kickin' It
Kickin' It är en amerikansk kampsports-inspirerad komediserie. TV-serien debuterade den 13 juni 2011 på Disney XD. Serien skapades av Jim O'Doherty som även är produktionsledare. Serien handlar om en karateinstruktör, spelad av Jason Earles, på en dåligt fungerande kampsportskola och skolans fem elever som spelas av Leo Howard, Dylan Riley Snyder, Mateo Arias, Olivia Holt och Alex Christian Jones.

## Rollista

### Huvudroller
- Leo Howard
- Dylan Riley Snyder
- Mateo Arias
- Olivia Holt
- Alex Christian Jones
- Jason Earles

### Återkommande roller
- Loni Love
- Peter Oldring
- Joel McCrary
- Dan Ahdoot
- Brooke Dillman
- Clinton Jackson
- Ian Reed Kesler
- Wayne Dalglish
- Hannah Leigh
- Evan Hofer